# Sharon Paz
Sharon Paz (hebräisch שרון פז, geboren 1969 in Israel) ist eine israelische Video- und Performancekünstlerin. Sie lebt und arbeitet in Berlin und Tel Aviv. In ihren Arbeiten stellt sie soziale und politische Fragen in Bezug zu ihrem eigenen Leben.

## Leben und Werk
Sharon Paz schloss ihr Studium an der Universität Tel Aviv 1994 mit dem Bachelor of Science in Technical Education ab. 1996 nahm sie am freien Studienprogramm an der Kunstakademie Beit Berl teil. Im Jahr 2000 graduierte sie zum Master of Fine Arts am Hunter College in New York. Ihre Arbeiten wurden durch mehrere Institutionen gefördert, wie dem Goethe-Institut, der Yehoshua Rabinovich Foundation for the Arts (Tel Aviv) und dem Kulturfonds Berlin. Sie war am Berliner Goldrausch Künstlerinnenprojekt art IT beteiligt und Artist in Residency im Irish Museum of Modern Art.
Sie entwickelt Installationen in Schwarz-, Weiß- und Grautönen und nutzt dazu Videokunst und Performances. Außerdem arbeitet sie mit Objektkunst und Zeichnungen. Ihre Arbeiten stellt sie in der Medienwerkstatt im Kulturwerk des BBK Berlin her. In ihren Werken thematisiert sie Krieg, Gewalt, Frieden, Heimat und Migration. Sie wurden weltweit gezeigt, unter anderem mehrmals in New York, Berlin und Israel. Ihre Videoarbeiten gehören zur Sammlung des Neuen Berliner Kunstvereins, der Video-Forum Collection Berlin und des Israel Museums in Jerusalem.

## Ausstellungen (Auswahl)
Einzelausstellungen, Installationen, Performances
- 2015: We Forgot, begehbare Videoperformance, DOCK 11, Berlin und Studiobühne Köln im Rahmen der Jüdischen Kulturtage im Rheinland
- 2012: Shaded Windows, Pavillon am Milchhof, Berlin.[4]
- 2009: Is This a Good Day To Start a War, Arttransponder, Berlin.
- 2005: The Neighbor’s Yard, Irish Museum of Modern Art, Dublin[5]
- 2003: Wandering Home, Herzliya Museum of Contemporary Art, Israel.[6]
- 2001: And I feel that I just got home, Peer Gallery, Tel Aviv, Israel.[7]
- 2001/2002: Falling. Fensterinstallation zu 9/11 am Gebäude des Jamaica Center for Arts & Learning, Queens/New York[8][9]

Gruppenausstellungen
- 2013: The Right to leave (“Das Recht zu gehen”), begehbare Videoinstallation auf dem  Kunstfestival Schlachten, Brandenburg.
- 2013 Panorama, Weserburg Museum für moderne Kunst, Bremen.
- 2011: Rear Window, Dan Gallery, Tel Aviv, Israel.
- 2007: Engagement, Israel Museum, Jerusalem, Israel.
- 2006: Disruptions, Petach-Tikva-Museum of Art, Petach-Tikva, Israel.
- 2006: Legal Aliens, Smack Mellon in New York
- 2006: Restless: Photography and New Media, Museum of Contemporary Art Shanghai, China
- 2002: AIM 22, The Bronx Museum of The Art, New York.
- 2001: Video Marathon, Art In General, New York.